# Senecio laevigatus
Senecio laevigatus là một loài thực vật có hoa trong họ Cúc. Loài này được Thunb. miêu tả khoa học đầu tiên.